# Axel Cronquist

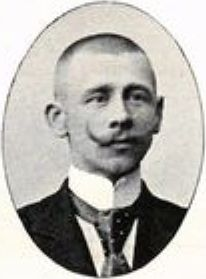
Axel Cronquist

Axel Cronquist, född 21 augusti 1873 i Malmö S:t Petri församling, död där 1 juli 1968, var en svensk väg- och vattenbyggnadsingenjör. Han var son till Georg Cronquist.  
Efter avgångsexamen från Kungliga Tekniska högskolan 1895 var Cronquist ingenjör vid järnvägs- och hamnbyggnader 1896–1901, vid verkstäder och järnvägsbyggnader i USA 1901–1904, konsulterande ingenjör, arbetsledare samt kontrollant och entreprenör för väg- och vattenbyggnader 1904–1934 Han konstruerade bland annat en torrdocka 1904 och uppgjorde förslag till hamnutvidgning i Malmö 1911. 
Cronquist var föreståndare för Eslövs stads- och hembygdmuseum 1927–1943 och ordförande i dess styrelse 1934–1943. Han var sakkunnig medarbetare vid Nordiska museet och Malmö museum från 1927. Han var Sveriges främste kännare av hästvagnar och initiativtagare till det vagnmuseum som 1965–2005 fanns vid Drottningtorget i Malmö.
Cronquist var ledamot av Sveriges högskoleutbildade väg- och vattenbyggares riksförbund och Svenska Teknologföreningen 1891–1934. Han författade  en mångfald uppsatser i tekniska, genealogiska, vehikulogiska (vagnvetenskapliga) och allmänna kulturella ämnen i dags- och fackpress. Han tilldelades Hazeliusmedaljen 1928.
Axel Cronquist är gravsatt på Gamla kyrkogården i Malmö.